# 美浜インターチェンジ
美浜インターチェンジ（みはまインターチェンジ）は、愛知県知多郡美浜町にある南知多道路のインターチェンジ。

## 道路
- 南知多道路

## 歴史
供用開始当初は下り線への出入りが平面交差となっていた。これを解消するため1980年（昭和55年）8月に下りオフランプが新設されたが、オンランプは設けられず南知多方面に入ることができなくなった（スリークォーターインターチェンジ）。その後、南知多道路の4車線化工事に伴いトランペット型ランプウェイに改修され、フルインターチェンジに回帰した。

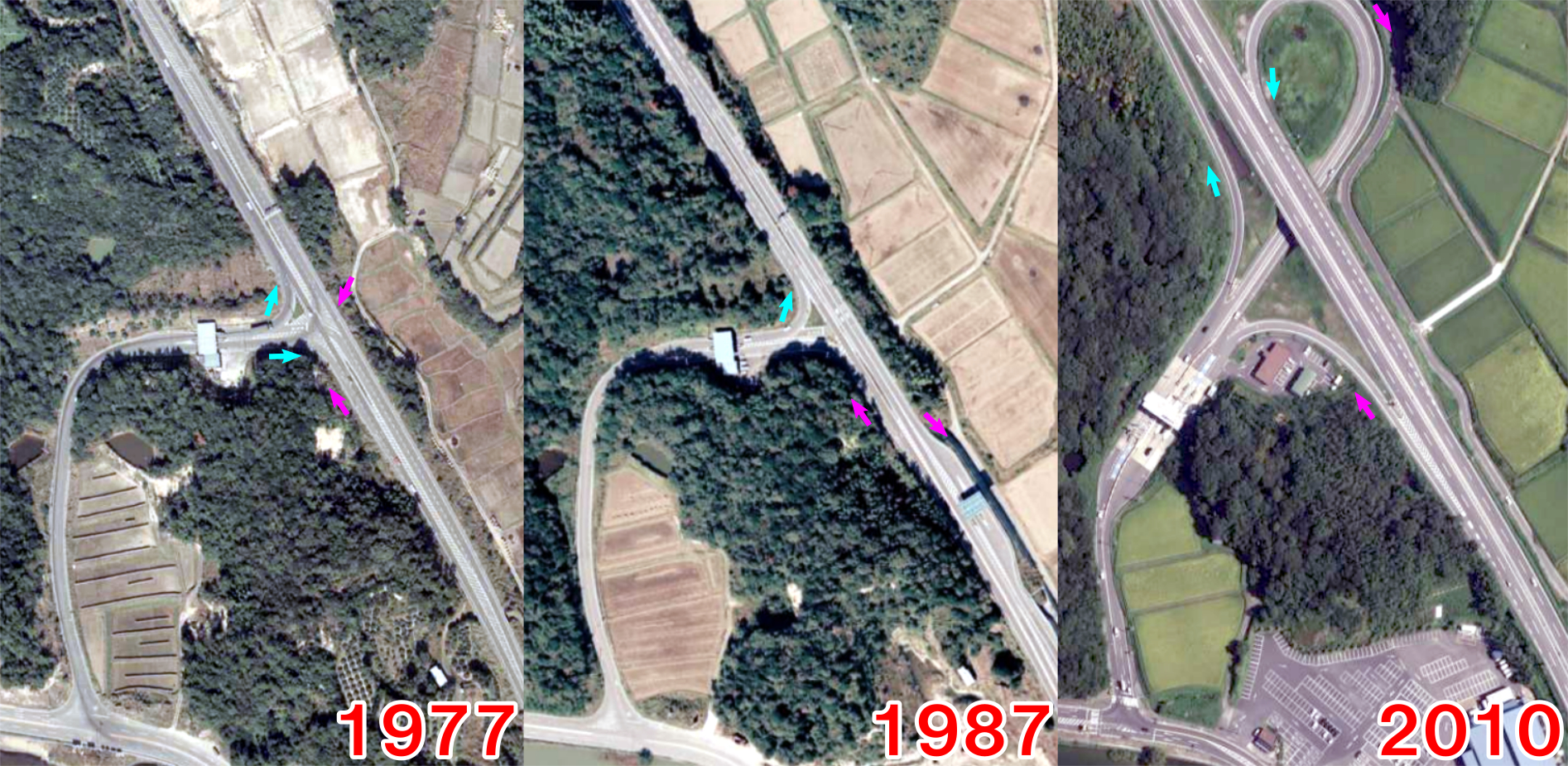
美浜ICの変遷（1977年、1987年、2010年）。左から平面交差時代、スリークォーターIC時代、トランペット型IC時代。出入口構造に変遷に伴って料金所も移動している。 帰属：国土交通省「国土画像情報（カラー空中写真）」配布元：国土地理院地図・空中写真閲覧サービス

## 接続する道路
- 愛知県道274号小鈴谷河和線

## 料金所

### 入口
- レーン数：2
  - ETC専用：1
  - 一般：1

### 出口
- レーン数：3
  - ETC専用：1
  - 一般：2

## 周辺
- えびせんべいの里
- 美浜町総合公園

## 隣
南知多道路
武豊IC/PA - 美浜PA - 美浜IC - 南知多IC